# Anton Siuschegg
Antonius (Anton) Johannes Siuschegg (eigenlijk: Seyschegg)  (Weiz, Stiermarken, 16 mei 1875 – Klagenfurt, 13 november 1936) was een Oostenrijkse componist, dirigent, muziekpedagoog en flügelhoornist.

## Levensloop
Siuschegg was tijdens zijn opleiding flügelhoorn in de Kapelle des Grazer Bürgerkorps. In 1896 trad hij zijn dienst bij het K. en K. leger aan en speelde in de Militaire kapel van het Infanterie-Regiment Nr. 27, waar hij in 1900 tot titulair-sergeant-majoor bevorderd werd. In 1903/1904 werd hij kapelmeester in de Militaire kapel van het Infanterie-Regiment Nr. 94 (34?) en in 1904/1905 in dezelfde functie bij de Militaire kapel van het Infanterie-Regiment Nr. 17 in Klagenfurt. 
Daar huwde hij in 1905 en opende een samen met zijn echtgenote een restaurant. In de Eerste Wereldoorlog werd hij opnieuw tot het militair ingetogen. In 1918 was hij kapelmeester van het 10e Armeecorps. Hij werd als Vader van de Karinthische muzikanten aangezien. Buiten de militaire orkesten nom hij aan het muziekleven deel. In 1933 dirigeerde hij tijdens een federatiewedstrijd in Klagenfurt en meer dan 1000 muzikanten tellend harmonieorkest. Hij schreef als componist vooral werken voor harmonieorkest (marsen, walsen en potpourri's).
In 1918 werd hij van de Republiek Duits-Oostenrijk met het Eisernes Verdienstkreuz mit der Krone am Band der Tapferkeitsmedaille onderscheiden.
In de stad Weiz is een straat naar hem benoemd, de Anton-Siuschegg-Gasse. 

## Composities

### Werken voor harmonieorkest
- 10. Armee
- Bückel-Marsch
- Die Sechstettler
- Erinnerung an den 14. Februar 1903
- Erinnerung an Mallnitz
- Fanfaren Jux
- Hobel
- Hoch dem Bauernbund
- Hoch Josef
- Hoch Julius
- Hoch Simon
- Kärnten frei und ungeteilt, mars, op. 43
- Kärnten den Kärntnern
- Kärntner Heimatschutz
- Kärntnerklänge, voor twee flügelhoorns solo en harmonieorkest, op. 57
- Kärntnertreue, mars, op. 51
- Kaiserschützen

- Klagenfurter Bürger
- Klagenfurter Krieger
- Klagenfurter Veteranen
- Koschatbund
- Lumpe
- Mailüfterl
- Noreia
- Oberst Holy
- Poppa
- Proschka
- Rakos Paprika
- Schwarz
- Shell Benzin
- Sponheimer Marsch
- Tauern Landsturm
- Weidmannslust, mars